# Матюші (Псковська область)
Матюші (рос. Матюши) — присілок в Опочецькому районі Псковської області Російської Федерації.
Населення становить 9 осіб. Входить до складу муніципального утворення Пригородна волость.

## Історія
Від 2015 року входить до складу муніципального утворення Пригородна волость.

## Населення
| 2001 | 2002 | 2010 | 2012 | 2013 | 2014 | 2015 |
| ---- | ---- | ---- | ---- | ---- | ---- | ---- |
| 12   | ↘11  | ↘8   | ↗10  | ↘9   | →9   | ↗10  |
| 2016 |      |      |      |      |      |      |
| ↘9   |      |      |      |      |      |      |